# Mirandela (freguesia)
A Freguesia de Mirandela é uma freguesia portuguesa do Município de Mirandela, com 29,78 km² de área e 11 397 habitantes (censo de 2021), tendo, por isso, uma densidade populacional de 382,7 hab./km².

## Geografia
A actual cidade de Mirandela, sede da freguesia, ergue-se nas margens do rio Tua, cerca de 3,5 km a jusante do local onde este curso de água se forma, a partir da junção dos rios Tuela e Rabaçal. 

## História
A história de Mirandela surge intimamente ligada à da família Távora, donatária da mesma, pelo que não é de estranhar que, ainda hoje o principal edifício com valor histórico e arquitectónico seja o Paço dos Távoras, onde hoje funciona a sede do município.
Outro aspecto importante na história de Mirandela é o da sua ligação à comunidade judaica portuguesa, através das famosas alheiras, tipo de enchido que, originalmente, não continha carne de porco, mas de outro género, sobretudo de aves, como o frango, além de muito pão. Essa terá sido uma das formas de os judeus da região enganarem a Inquisição e os eventuais vizinhos denunciantes, possuindo assim também o seu fumeiro, como qualquer cristão transmontano. Refira-se que a alheira não é exclusiva de Mirandela, mas bastante comum em todo o Nordeste Transmontano, sendo a alheira de Mirandela se tornou célebre pela forte aposta efectuada por algumas pequenas empresas, há décadas, na sua difusão comercial, sobretudo para o Porto e Lisboa.
Outro dos símbolos de Mirandela foi o Complexo Agro-Industrial do Cachão, localizado no sul do concelho, na fronteira com o município de Vila Flor. Obra arriscada do visionário Eng.º Camilo Mendonça, que pretendia criar todas as condições para o escoamento comercial dos valiosos produtos agrícolas da região transmontana, acabou por soçobrar às vicissitudes sociais e económicas pelas quais Portugal passou na sequência do 25 de Abril, perdendo força, apesar de ainda existirem algumas empresas de sucesso, na área do azeite e azeitona de mesa, bem como em compotas e doces.

## Demografia
A população registada nos censos foi:
| Distribuição da População por Grupos Etários | Distribuição da População por Grupos Etários | Distribuição da População por Grupos Etários | Distribuição da População por Grupos Etários | Distribuição da População por Grupos Etários |
| -------------------------------------------- | -------------------------------------------- | -------------------------------------------- | -------------------------------------------- | -------------------------------------------- |
| Ano                                          | 0-14 Anos                                    | 15-24 Anos                                   | 25-64 Anos                                   | > 65 Anos                                    |
| 2001                                         | 2023                                         | 1757                                         | 6087                                         | 1319                                         |
| 2011                                         | 1860                                         | 1377                                         | 6710                                         | 1905                                         |
| 2021                                         | 1458                                         | 1253                                         | 6029                                         | 2657                                         |

## Património
- Ponte sobre o rio Tua ou Ponte Velha
- Igreja da Misericórdia de Mirandela
- Paço dos Távoras
- Pelourinho de Mirandela
- Solar dos Condes de Vinhais
- Castelo de Mirandela
- Açude Ponte

## Personalidades ilustres
- Visconde de Mirandela

## Povoações
- Bronceda
- Freixedinha
- Mirandela
- Vale de Madeiro